# Petite rivière Saumon (Argenteuil)
Pour les articles homonymes, voir Rivière au Saumon et Saumon (homonymie).
La Petite rivière Saumon est un affluent rive gauche de la rivière des Outaouais. Elle coule dans la municipalité de Grenville-sur-la-Rouge, dans la municipalité régionale de comté (MRC) de Argenteuil, dans la région administrative des Laurentides, dans l'ouest du Québec, au Canada.

## Hydrographie
Les principaux bassins versants voisins de la Petite rivière Saumon sont :
- côté ouest : rivière Saumon ;
- côté est : crique de Pointe-au-Chêne ;
- côté sud : rivière des Outaouais.

La Petite rivière Saumon prend ses sources de chaque côté de la montagne de la Foudre. La branche ouest s'approvisionne au lac des Îles (altitude : 161 m) dont la décharge se déverse vers le sud successivement dans le lac Fabre (altitude : 140 m) et le lac Noir (altitude : 143 m). La branche principale de la rivière passe du côté est de la montagne. Elle prend sa source au lac Long (altitude : 203 m) lequel reçoit les eaux d'une douzaine de petits lacs en amont dont le lac de la Boue (altitude : 214 m).
À partir du lac Long, la Petite rivière Saumon s'écoule vers l'ouest puis vers le sud-ouest jusqu'à la confluence de la branche ouest située au sud de la montagne de la Foudre. Puis la rivière se dirige vers le sud avant de bifurquer (jusqu'au nord du chemin de fer) vers l'ouest pour se déverser dans la rivière des Outaouais à la pointe McTavish.

## Toponymie
Le toponyme Petite rivière Saumon a été officialisé le 3 novembre 1983 à la Commission de toponymie du Québec.